# Незакінчена повість
«Незакінчена повість» (рос. «Неоконченная повесть») — російський радянський художній фільм, мелодрама, режисера Фрідріха Єрмлера.

## Зміст
Фільм про взаємини жінки-лікаря і її пацієнта, прикутого до ліжка паралічем кораблебудівника з твердим характером. Жінка успішна і красива, у неї є шанувальники, а нові почуття нікуди не зникають. Вона намагається всіма силами допомогти йому подолати недугу. Чи вийде у них бути щасливими?

## Ролі
- Еліна Бистрицька — Єлизавета Максимівна
- Сергій Бондарчук — Юрій Єршов
- Софія Гіацинтова — Ганна Костянтинівна, мати Єршова
- Євген Самойлов — Олександр Аганін, лікар-невропатолог
- Євген Лебедєв — секретар райкому
- Олександр Ларіков — Спірін-дід
- Герман Хованов — Спірін-батько
- Таня Хорішко — Настенька
- Юрій Толубєєв — Микола Миколайович Сладков
- Ераст Гарін — Колосков
- Антоніна Богданова — тітка Поля
- Володимир Воронов — Пономарьов, пацієнт
- Сергій Дворецький — Андрієв
- Ольга Заботкіна — Надя
- Сергій Карнович-Валуа — Валентин Йосипович
- Юрій Бубликов — головний інженер заводу
- Аріадна Кузнецова — випускниця

## Знімальна група
- Автор сценарію: Костянтин Ісаєв
- Режисер-постановник: Фрідріх Ермлер
- Оператор-постановник: Анатолій Назаров
- Художники-постановники: Белла Маневич, Ісаак Каплан
- Композитор: Гавриїл Попов

## Додаткова інформація
- У фільмі прозвучала музика П.І.Чайковського.